# Giro del Belgio 2016
Il Giro del Belgio 2016, ottantaseiesima edizione della corsa e valido come evento dell'UCI Europe Tour 2016 categoria 2.HC, si svolse in tre tappe precedute da un cronoprologo dal 25 al 29 maggio 2016 su un percorso di 555,6 km, con partenza da Buggenhout e arrivo a Tongeren, in Belgio. La vittoria fu appannaggio del belga Dries Devenyns, il quale completò il percorso in 12h27'30", alla media di 43,706 km/h, precedendo lo svizzero Reto Hollenstein e il connazionale Stijn Vandenbergh.
Sul traguardo di Tongeren 117 ciclisti, su 172 partiti da Buggenhout, portarono a termine la competizione.

## Tappe
| Tappa  | Data      | Percorso                                    | km    | Vincitore di tappa | Leader cl. generale |
| ------ | --------- | ------------------------------------------- | ----- | ------------------ | ------------------- |
| Pr.    | 25 maggio | Buggenhout > Buggenhout (cron. individuale) | 6     | Wout Van Aert      | Wout Van Aert       |
| 1ª     | 26 maggio | Buggenhout > Knokke-Heist                   | 174,5 | Edward Theuns      | Wout Van Aert       |
| 2ª     | 27 maggio | Knokke-Heist > Herzele                      | 200,9 | Dries Devenyns     | Dries Devenyns      |
| 3ª     | 28 maggio | Verviers > Verviers                         | 203   | annullata          | annullata           |
| 4ª     | 29 maggio | Tremelo > Tongeren                          | 174,2 | Zico Waeytens      | Dries Devenyns      |
| Totale | Totale    | Totale                                      | 555,6 |                    |                     |

## Squadre e corridori partecipanti
| N.      | Cod. | Squadra                     |
| ------- | ---- | --------------------------- |
| 1-8     | LTS  | Lotto Soudal                |
| 11-18   | EQS  | Etixx-Quick Step            |
| 21-29   | TFS  | Trek-Segafredo              |
| 31-38   | CDT  | Cannondale-Drapac           |
| 41-48   | TGA  | Team Giant-Alpecin          |
| 51-58   | KAT  | Team Katusha                |
| 61-68   | AST  | Astana Pro Team             |
| 71-78   | IAM  | IAM Cycling                 |
| 81-90   | WGG  | Wanty-Groupe Gobert         |
| 91-98   | TSV  | Topsport Vlaanderen-Baloise |
| 101-108 | DEN  | Direct Énergie              |

| N.      | Cod. | Squadra                          |
| ------- | ---- | -------------------------------- |
| 111-118 | COF  | Cofidis, Solutions Crédits       |
| 121-128 | AND  | Androni Giocattoli-Sidermec      |
| 131-138 | FVC  | Fortuneo-Vital Concept           |
| 141-148 | BOA  | Bora-Argon 18                    |
| 151-157 | ROP  | Roompot-Oranje Peloton           |
| 161-168 | CRV  | Crelan-Vastgoedservice CT        |
| 171-178 | TFC  | Telenet-Fidea Cycling Team       |
| 181-188 | WBC  | Wallonie Bruxelles-Group Protect |
| 191-198 | CIB  | Cibel-Cebon                      |
| 201-208 | MMM  | Team 3M                          |
| 211-219 | VWT  | Veranda's Willems Cycling Team   |

## Dettagli delle tappe

### Prologo
- 25 maggio: Buggenhout > Buggenhout – Cronometro individuale – 6 km

Risultati
| Pos. | Corridore        | Squadra | Tempo |
| ---- | ---------------- | ------- | ----- |
| 1    | Wout Van Aert    | Crelan  | 6'52" |
| 2    | Tony Martin      | Etixx   | a 2"  |
| 3    | Reto Hollenstein | IAM     | a 4"  |

| Pos. | Corridore        | Squadra | Tempo |
| ---- | ---------------- | ------- | ----- |
| 1    | Wout Van Aert    | Crelan  | 6'52" |
| 2    | Tony Martin      | Etixx   | a 2"  |
| 3    | Reto Hollenstein | IAM     | a 4"  |

### 1ª tappa
- 26 maggio: Buggenhout > Knokke-Heist – 174,5 km

Risultati
| Pos. | Corridore     | Squadra  | Tempo    |
| ---- | ------------- | -------- | -------- |
| 1    | Edward Theuns | Trek     | 4h14'03" |
| 2    | Daniel McLay  | Fortuneo | s.t.     |
| 3    | Kenny Dehaes  | Wanty    | s.t.     |

| Pos. | Corridore     | Squadra | Tempo    |
| ---- | ------------- | ------- | -------- |
| 1    | Wout Van Aert | Crelan  | 4h20'55" |
| 2    | Tony Martin   | Etixx   | a 2"     |
| 3    | Yves Lampaert | Etixx   | a 4"     |

### 2ª tappa
- 27 maggio: Knokke-Heist > Herzele – 200,9 km

Risultati
| Pos. | Corridore           | Squadra  | Tempo    |
| ---- | ------------------- | -------- | -------- |
| 1    | Dries Devenyns      | IAM      | 4h32'26" |
| 2    | Baptiste Planckaert | Wallonie | a 1"     |
| 3    | Stijn Vandenbergh   | Etixx    | s.t.     |

| Pos. | Corridore         | Squadra | Tempo    |
| ---- | ----------------- | ------- | -------- |
| 1    | Dries Devenyns    | IAM     | 8h53'22" |
| 2    | Reto Hollenstein  | IAM     | a 4"     |
| 3    | Stijn Vandenbergh | Etixx   | a 7"     |

### 3ª tappa
- 28 maggio: Verviers > Verviers – 203 km

Annullata

### 4ª tappa
- 29 maggio: Tremelo > Tongeren – 174,2 km

Risultati
| Pos. | Corridore      | Squadra   | Tempo    |
| ---- | -------------- | --------- | -------- |
| 1    | Zico Waeytens  | Giant     | 3h34'08" |
| 2    | Daniel McLay   | Fortuneo  | s.t.     |
| 3    | Timothy Dupont | Veranda's | s.t.     |

| Pos. | Corridore         | Squadra | Tempo     |
| ---- | ----------------- | ------- | --------- |
| 1    | Dries Devenyns    | IAM     | 12h27'30" |
| 2    | Reto Hollenstein  | IAM     | a 4"      |
| 3    | Stijn Vandenbergh | Etixx   | s.t.      |

## Evoluzione delle classifiche
| Tappa              | Vincitore          | Classifica generale Maglia rossa | Classifica a punti Maglia blu | Classifica combattività Maglia verde | Classifica a squadre |
| ------------------ | ------------------ | -------------------------------- | ----------------------------- | ------------------------------------ | -------------------- |
| Prol.              | Wout Van Aert      | Wout Van Aert                    | Wout Van Aert                 | non assegnata                        | Etixx-Quick Step     |
| 1ª                 | Edward Theuns      | Wout Van Aert                    | Edward Theuns                 | Ludwig De Winter                     | Etixx-Quick Step     |
| 2ª                 | Dries Devenyns     | Dries Devenyns                   | Baptiste Planckaert           | Amaury Capiot                        | IAM Cycling          |
| 3ª                 | annullata          | Dries Devenyns                   | Baptiste Planckaert           | Amaury Capiot                        | IAM Cycling          |
| 4ª                 | Zico Waeytens      | Dries Devenyns                   | Baptiste Planckaert           | Amaury Capiot                        | IAM Cycling          |
| Classifiche finali | Classifiche finali | Dries Devenyns                   | Baptiste Planckaert           | Amaury Capiot                        | IAM Cycling          |

## Classifiche finali

### Classifica generale - Maglia rossa
| Pos. | Corridore           | Squadra  | Tempo     |
| ---- | ------------------- | -------- | --------- |
| 1    | Dries Devenyns      | IAM      | 12h27'30" |
| 2    | Reto Hollenstein    | IAM      | a 4"      |
| 3    | Stijn Vandenbergh   | Etixx    | s.t.      |
| 4    | Sergej Černeckij    | Katusha  | a 16"     |
| 5    | Baptiste Planckaert | Wallonie | a 18"     |
| 6    | Enrico Gasparotto   | Wanty    | a 20"     |
| 7    | P. Vanspeybrouck    | Topsport | a 23"     |
| 8    | Wout Van Aert       | Crelan   | a 39"     |
| 9    | Yves Lampaert       | Etixx    | a 43"     |
| 10   | Niki Terpstra       | Etixx    | s.t.      |

### Classifica a punti - Maglia blu
| Pos. | Corridore           | Squadra   | Punti |
| ---- | ------------------- | --------- | ----- |
| 1    | Baptiste Planckaert | Wallonie  | 63    |
| 2    | Daniel McLay        | Fortuneo  | 50    |
| 3    | Edward Theuns       | Trek      | 40    |
| 4    | Reto Hollenstein    | IAM       | 40    |
| 5    | Timothy Dupont      | Veranda's | 39    |

### Classifica combattività - Maglia verde
| Pos. | Corridore         | Squadra  | Punti |
| ---- | ----------------- | -------- | ----- |
| 1    | Amaury Capiot     | Topsport | 48    |
| 2    | Brian van Goethem | Fortuneo | 21    |
| 3    | Lawrence Naesen   | Trek     | 18    |
| 4    | G. Van Keirsbulck | Etixx    | 16    |
| 5    | Benjamin Verraes  | Cibel    | 12    |

### Classifica a squadre
| Pos. | Squadra                     | Tempo     |
| ---- | --------------------------- | --------- |
| 1    | IAM Cycling                 | 37h23'29" |
| 2    | Etixx-Quick Step            | a 30"     |
| 3    | Topsport Vlaanderen-Baloise | a 40"     |
| 4    | Team Katusha                | a 1'07"   |
| 5    | Wanty-Groupe Gobert         | a 1'35"   |